# Иверская церковь в Госпитальном городке
Не путать с Иверской церковью на Офицерской улице в районе Пристань и Иверской часовней
И́верская це́рковь — утраченный православный храм в Харбине, располагавшийся в 1907—1946 годах в Госпитальном городке, а с 1949 года до закрытия на Канатной улице в Славянском городке.

## История
С инициативой строительства храма в Госпитальном городке для нужд военного госпиталя выступил капитальный Заамурского округа Пограничной стражи Феофан Ильич Курмей. 24 декабря 1907 года благочинный Харбинского духовенства протоиерей Леонтией Пекарский совершил освящение храма. В 1910 году была открыта должность штатного священника.
Эта первая церковь сгорела 9 января 1922 года. Сохранились лишь одна большая Иверская икона Божией Матери и богослужебные книги. Уже в конце января того же года трудами и энергией священника Илии Архангельского, С. И. Михайлова и С. Ф. Лапаева церковь с одним престолом во имя Иверской иконы Божьей Матери (престольный праздник — 31 марта) была открыта вновь в бараке военного лазарета № 2. Церковь была бедна утварью и облачением. Священник Николай Падерин в своих воспоминаниях о церковной жизни Харбина относил Иверскую церковь в Госпитальном городке к церквям, которые имели «обычное приходское назначение как очаги духовной жизни».
В 1946 году по требованию властей храм был закрыт, а его здание использовано для госпиталя. В конце 1940-х годов в Славянском городке на отдалённой Канатной улице было сооружено третье здание храма. Настоятелем прихода в этот период был архимандрит Филарет (Вознесенский), который совершал богослужения для малочисленного прихода до 1956 года, когда храм был закрыт в связи с переходом архимандрита Филарета в Скорбященский храм Дома Милосердия.

## Клир
настоятели
- 1910—1918 — Иаков Воскресенский
- 1918—1922 — Илия Архангельский
- 1922—1925 — Мефодий (Шлемин)
- 1925—1929 — Валентин Низковский
- 1929—1930 — Петр Алейников
- 2 декабря 1930—1935 — Николай Колчев[3]
- 1935—1938 — Владимир Светлов
- 1939—1944 — Дмитрий Лавров
- 1949—1956 — Филарет (Вознесенский)

сверхштатные священники
- Петр Рождественский (1922)
- Иннокентий Серышев (1922)
- Константин Коровин (1922—1923)
- Павел Любимов (1923—1924)
- Тимофей Элизен (1927—1929)
- Иоанн Черёмухин (1930)
- Василий Быстров (1931)
- Николай Писарев (1929—1932)
- Петр Алейников (1940—1942)

диаконы
- Алексий Чермных (1920—1923)
- Михаил (1923 — ранее 1930[3])
- Александр Никольский (1940—1941)